# Botanischer Garten der Vytautas-Magnus-Universität

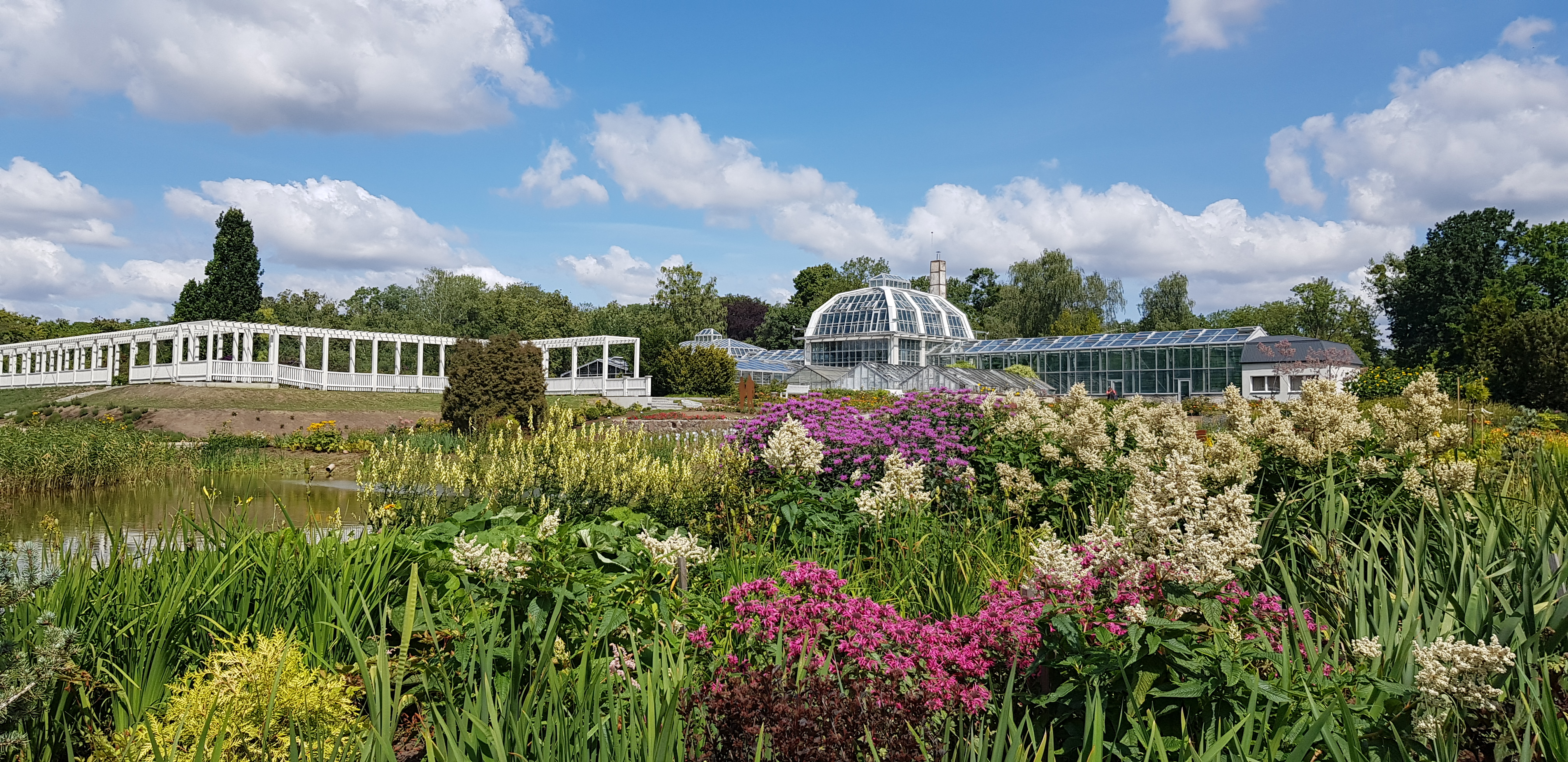
Botanischer Garten

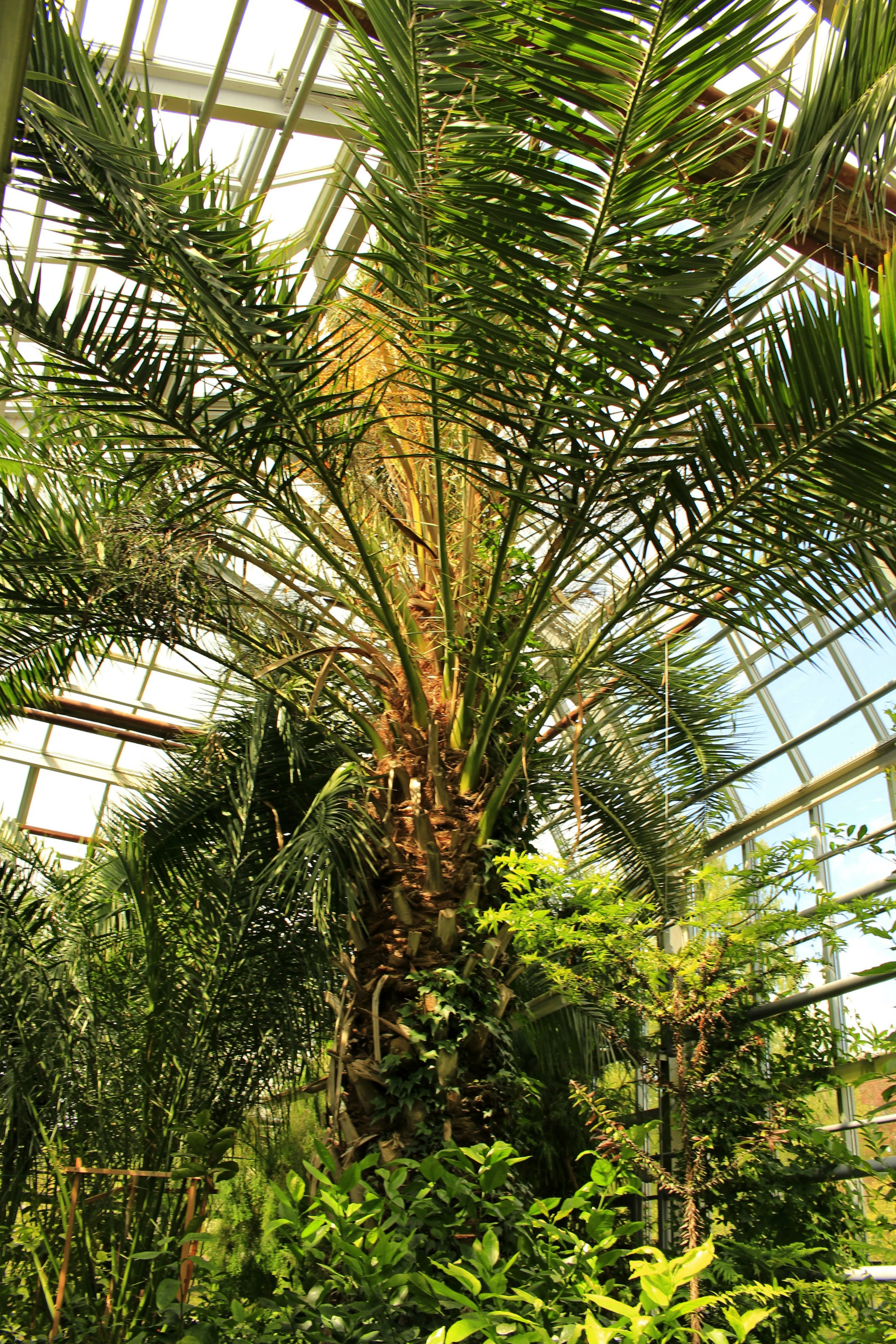
Palmenhaus

Der Botanische Garten der Vytautas-Magnus-Universität (litauisch: Vytauto Didžiojo universiteto Botanikos sodas) ist ein universitätischer Botanischer Garten in der zweitgrößten litauischen Stadt Kaunas, im Stadtteil Aukštoji Freda, Amtsbezirk Aleksotas. Der Garten ist Mitglied der Botanic Gardens Conservation International (BGCI) und trägt den Code KAUN.
Im Garten finden Konzerte, Festivals (zum Beispiel, „Vasara Kaune 2021“, „Botaninės naktys 2024 – Bobų vasara“, Pažaislis-Festival), Messen, Konferenzen, Fasching und andere Veranstaltungen statt.

## Geschichte

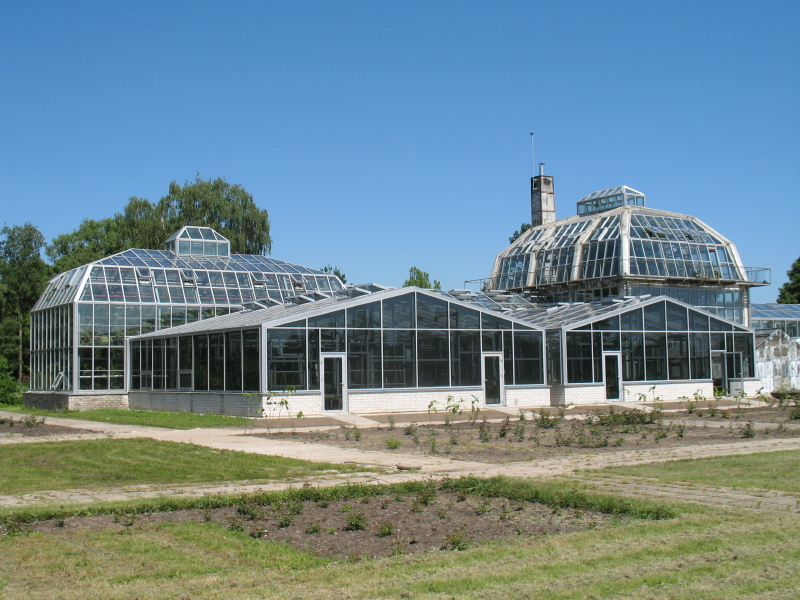
Orangerie

Der Botanische Garten in Kaunas wurde im Jahre 1923 an der  Mathematik und Natur Fakultät der Universität Litauen (seit 1930 gilt als Vytautas-Magnus-Universität) als litauisches Botanikzentrum gegründet. Für ihn wurde  Bodenflache Größe 70 Hektar  in der  Hohen Freda (Wohnviertel Kaunas) ausgewählt, zusammen mit  dem Herrenhauspark der ehemaligen Gutsbesitzer Jozef Godlevski, sowie auch mit  Teichen und einem Teil der Verteidigungsanlagen der Festung Kaunas.
Der erste Leiter-Direktor des Gartens war Constantin von Regel aus Universität Tartu (Estland). Mit Hilfe der anderen Botanischen Gärten, besonders Berlins, Königsbergs, Sankt Petersburgs  wuchs der Garten schnell und qualifiziert. Im Jahre 1926 wurden  die Sammlungen des Botanischen Gartens mit  4650 Pflanzenarten bereichert.  Später  folgen diese Zahlen; 1932 – 5987, 1934 – 7180, 1936 – 7200.
Im Jahre 1925 wurden zwei Gewächshäuser gebaut. Sie wurden mit tropischen Pflanzen bepflanzt, darunter riesigen Amazonas-Riesenseerose und indischer Lotosblume. Im Jahre 1937 wurde ein 12,2 m hoher Wintergarten mit einem Pool von Wasserpflanzen gebaut.

## Pflanzen
Das Gelände des Gartens beträgt circa 62,5 Hektar und beheimatet 14.700 Pflanzenarten, Varietäten und Formen.  Der Botanischer Garten ist reich an Pflanzenausstellungen: einjährigen und mehrjährigen Blüten, Heilpflanzen, Silbersträuchen und Nadelbäumen, Hortensien, Petunien und Energiepflanzen. Erneuert sind die Sammlungen von Rosen, Dahlien, Tulpen, anderen Knollenpflanzen und Pfingstrosen sowie eine systematische Darstellung der Flora. Es gibt auch die ganz neue Ausstellung von Phytosanierungpflanzen und auch ein Lehrgarten.